# Guvnište
Guvnište en serbe latin et Guvnishtë en albanais (en serbe cyrillique : Гувниште) est une localité du Kosovo située dans la commune/municipalité de Leposavić/Leposaviq, district de Mitrovicë/Kosovska Mitrovica. Selon des estimations de 2009 comptabilisées pour le recensement kosovar de 2011, elle compte 63 habitants, dont une majorité de Serbes.

## Géographie
Guvnište/Guvnishtë est situé à 21 km au nord de Leposavić/Leposaviq, sur les pentes occidentales des monts Kopaonik.

## Démographie

### Évolution historique de la population dans la localité
| 1948 | 1953 | 1961 | 1971 | 1981 | 1991 | 2009 |
| ---- | ---- | ---- | ---- | ---- | ---- | ---- |
| 187  | 298  | 325  | 304  | 245  | 159  | 63   |

|  |